# Tiền tố số học
Tiền tố số học hay hệ số tiền tố là những tiền tố (prefix) có nguồn gốc từ chữ số hoặc các số đôi khác trong tiếng Latin, tiếng Hi Lạp. 
Trong tiếng Anh và các ngôn ngữ châu Âu khác, chúng được sử dụng để đặt ra dãy nhiều từ (numerous series of words). Ví dụ unicycle – bicycle – tricycle, dyad – triad – decade, biped – quadruped, September – October – November – December, decimal – hexadecimal, sexagenarian – octogenarian, centipede – millipede v.v..
Có hai hệ thống chính, được lấy từ tiếng Latin và tiếng Hy Lạp, mỗi hệ thống có một số hệ thống con; Ngoài ra, tiếng Phạn chiếm vị trí phụ. Ngoài ra còn có một bộ tiền tố số liệu quốc tế, được sử dụng trong hệ thống số liệu và phần lớn bị biến dạng từ các biểu mẫu bên dưới hoặc không dựa trên các từ chỉ con số thực tế.

## Danh sách tiền tố số học
| Number | Tiền tố Latin       | Tiền tố Hi Lạp          | Khác                    | Tuple                    |
| ------ | ------------------- | ----------------------- | ----------------------- | ------------------------ |
| 1      | sim-, singul-       | mono-                   | single-                 | single-                  |
| 2      | du-, di-            | di-, duo-               | double-                 | double-                  |
| 3      | tri-                | tri-                    | triple-                 | triple-                  |
| 4      | quadru-, quater-    | tetra-                  | quad-, quadra-          | quadruple-               |
| 5      | quint-              | penta-                  | penta-                  | pentadruple-, quintuple- |
| 6      | sexa-               | hexa                    | hexa                    | hexatruple-, sextuple-   |
| 7      | septem-, septi-     | hepta-                  | hepta-                  | septuple-                |
| 8      | octo-               | octa-                   | octa-                   | octuple-                 |
| 9      | novem-, nona-       | ennea-                  | nona-                   | nonuple-                 |
| 10     | dec-, decem-        | deca-                   | deca-                   | decuple-                 |
| 11     | undec-              | hendeca-                | hendeca-                | hendecuple-, undecuple-  |
| 12     | duodec-             | dodeca-                 | dodeca-                 | duodecuple-              |
| 13     | tredec-             | trideca-                | trideca-                | tredecuple-              |
| 14     | quattuordec-        | tetradeca-              | tetradeca-              | –                        |
| 15     | quindec-            | pentadeca-              | pentadeca-              | –                        |
| 16     | sedec-, sexdec-     | hexadeca-, hexadecimal- | hexadeca-, hexadecimal- | –                        |
| 17     | septendec-          | heptadeca-              | heptadeca-              | –                        |
| 18     | octodec             | octadeca                | octadeca                | –                        |
| 19     | novemdec, novendec- | enneadeca-              | enneadeca-              | –                        |
| 20     | viginti-, vigen-    | eicosa-, icosa-         | eicosa-, icosa-         | –                        |

## Các ứng dụng
- Hệ số IUPAC (IUPAC numerical multiplier)
- Dãy hữu hạn các số hạng (Tuple)